# Гарднер, Дерек
Дерек Гарднер (англ. Derek Gardner; 19 сентября 1931, Уорик, Великобритания — 7 января 2011, Латтерворт, Великобритания) — британский инженер-конструктор.

## Биография
Британец получил инженерное образование, после чего несколько лет работал в различных автомобильных компаниях, специализируясь на разработках различного рода модификациях полноприводных трансмиссий. В конце 1960-х он перешёл во французскую компанию Matra, для помощи в доработке их автомобиля MS84. Машина, в итоге, так и осталась в стадии прототипа, но Дерек смог в достаточной степени проявить свои знания и умения и был переведён на другие проекты компании. В конце 1960-х годов французы подключили его к работе над собственным полноприводным прототипом машины Формулы-1.
Позже Гарднер ушёл к одному из бывших партнёров Matra: в британскую команду Tyrrell Racing Organisation. Кен Тиррелл задумал тогда стать независимым от различных конструкторов и начать строить собственные шасси. К осени 1970 года прототип модели Tyrrell 001 был готов, и Джеки Стюарт сначала протестировал его в тренировках Гран-при Италии, а затем участвовал в доводке болида для участия в гонках. Также эта модель вошла в историю, как первая в Формуле-1, на который были применены углепластиковые элементы. Они применялись в Tyrrell 001 для облегчения и усиления носового обтекателя. В 1971—1973 годах разработки Дерека являлись одними из лучших шасси чемпионата, Стюарт и Франсуа Север выиграли множество гонок; шотландец принёс Тирреллу два титула чемпиона мира в личном зачёте.
В 1974-м году команда полностью поменяла свой пилотский состав, что несколько сказалось на результатах: Джоди Шектер и Патрик Депайе также были весьма быстры, но конкуренты раз за разом оказывались стабильнее. Стремясь опередить соперников Гарднер предложил Кену необычный проект нового шасси: проект P34 должен был иметь сразу шесть колёс. Тиррелл разрешил воплощение шасси в реальность. Задумка Дерека оказалась относительно удачной: Шектер выиграл свою третью гонку на P34, победив на Гран-при Швеции 1976 года. В дальнейшем и южноафриканец, и француз принесли британской команде ещё несколько подиумов на этой модели.
Задумка Дерека не стала популярной у других конструкторов из чемпионата мира, и в конце 1977-го шинная компания Goodyear под предлогом слишком дорого производства отказалась поставлять Тирреллу специальную десятидюймовую резину для двух передних осей. Найти им замену не удалось и проект P34 был закрыт. Под впечатлением этой неудачи Гарднер покинул Формулу-1, после чего ещё много лет проектировал различные системы сцепления, катера и электронные велосипеды в различных гражданских компаниях.